# ОШ „Вук Караџић” Врање
ОШ „Вук Караџић” у Врању, једна је од установа основног образовања на територији града Врања.
Школа је почела са радом 1878. године, пре ослобођења Врања од Турака, док су три године важне за историју школе 1910. година, када је почела са радом нова зграда школе на месту данашње школе, 1952. година, када школа почиње рад под садашњим именом и 1980. годинa, када је изграђена данашња зграда школе.
У самој школи (без икаквих издвојених јединица) наставу похађа око 1100 ученика, а наставу обавља преко 70 наставника.
Са модерном спортском халом, савременим отвореним вишефункционалним тереном са вештачком травом, осветљењем и трибинама, са дигиталним кабинетом, амфитеатром, двориштем за летње сцене, школа се сврстава у ред једне од најбоље опремљених у региону.